# جوزيف أنساه
جوزيف أنساه (بالإنجليزية: Joseph Ansah)‏ هو لاعب كرة قدم غاني، ولد في 5 نوفمبر 1978 في غانا.